# Diagram Ferrersa
Diagram Ferrersa to sposób przedstawienia podziału liczby naturalnej. Diagram Ferrersa dla podziału liczby
{\displaystyle n=a_{1}+\ldots +a_{k}}
składa się z {\displaystyle k} wierszy, gdzie w {\displaystyle i}-tym wierszu znajduje się {\displaystyle a_{i}} elementów.

## Przykład
| * · * · * · * |   | * · * · * · * |   | * · * · * · * |   | * · * · * · * |   | * · * · * · * |
| 4             | = | 3+1           | = | 2+2           | = | 2+1+1         | = | 1+1+1+1       |